# William Bagot, II barone Bagot
William Bagot, II barone Bagot (Londra, 11 settembre 1773 – Blithfield, 12 febbraio 1856), è stato un nobile inglese.

## Biografia
Era il figlio di William Bagot, I barone Bagot, e di sua moglie, Elizabeth St John, figlia di John St John, II visconte St John. Frequentò il Christ Church.
È stato un membro della Society of Antiquaries e poi nel 1834 insignito della laurea honoris causa di dottore di legge civile alla Oxford University.
Ha scritto un libro, nel 1823, "Memorials of the Bagot Family", una genealogia dettagliata  della famiglia Bagot.

## Matrimoni

### Primo Matrimonio
Sposò, il 30 maggio 1799 a Londra, Emily Fitzroy (26 dicembre 1770-8 giugno 1800), figlia di Charles Fitzroy, I barone Southampton. Ebbero una figlia:
- Louisa Barbara Bagot

### Secondo Matrimonio
Sposò, il 17 febbraio 1807 a Londra, Lady Louisa Legge (8 marzo 1787-13 agosto 1816), figlia di George Legge, III conte di Dartmouth. Ebbero quattro figli:
- Agnes Bagot, sposò John Lane, ebbero sei figli;
- William Bagot, III barone Bagot (27 marzo 1811-19 gennaio 1887);
- Hervey Charles Bagot (17 dicembre 1812-3 gennaio 1879), sposò Frances Dickin, non ebbero figli;
- Alfred Walter Bagot (4 aprile 1816-19 giugno 1891).

## Morte
Morì il 12 febbraio 1856 a Blithfield.